# ベクターシグマ
ベクターシグマ（Vector Sigma）は、『トランスフォーマー』シリーズに登場する、セイバートロン星の超コンピュータである。
ただの機械であるロボットに生命を与え、超ロボット生命体にする力を持つ。この生命は、初期ではパーソナル・コンポーネントと呼ばれ、超ロボット生命体の部品として描かれていたが、後のシリーズではスパークと呼称され、霊魂のような描写がなされている。
星の内部に存在し、黄金に光り輝く球体の形状で、起動には「ベクターシグマの鍵」が必要である。この鍵は有機物を無機物に変容させる能力を持つ。

## G1

### 戦え!超ロボット生命体トランスフォーマー
42、43話「ベクターシグマの鍵 PART I&II」に登場。声は石井敏郎。原語版はコーリー・バートン。
メガトロンが新たに作り出した部隊スタントロンを、超ロボット生命体とするために起動させた。「鍵」はサイバトロンの長老アルファートリンが所持していたが、それを奪い取る。
サイバトロン側は対抗策としてエアーボット部隊を製作し、再びベクターシグマを起動させるべく、アルファートリンが「鍵」の代用となった。以降アルファートリンの意識はベクターシグマと同化する。
オリジナルの「鍵」は悪用を防ぐため、シルバーボルトにより破壊された。

### トランスフォーマー ザ・リバース
アメリカ版G1期アニメ最終作である本作品では、ベクターシグマが物語の背後にいた。プラズマエナジーチェンバーなる強力すぎるエネルギー庫をガルバトロンに開けさせ、その影響を受けない地球人スパイクらの力で、そのエネルギーを星の活性化に利用した。
本作品でサイバトロンの総司令官コンボイは、ベクターシグマにアクセスする際、空になったマトリクスの殻を用いている。内部ではアルファートリンが、ベクターシグマの意思を伝える者として登場した。

### トランスフォーマー ザ☆ヘッドマスターズ
日本版『2010』続編の本作品では、また違った登場を果たしている。『2010』最終回で、宇宙の叡智の結晶マトリクスが空になった影響でベクターシグマは暴走する。それに乗じてセイバートロン本星に進入したガルバトロンらは、その破壊を試みる。
ホットロディマスらは地球でマトリクスの充填に努め、コンボイはベクターシグマに達するが、暴走は臨界点に達した。その復活のためコンボイは命と引き換えに自分のエネルギーをベクターシグマに与え永遠の眠りに就く。
また本作ではセイバートロン星自体が破壊されているが、後のトランスフォーマー G-2以降の後続シリーズではセイバートロン星が健在であるなど、本作品で生まれたシリーズ継続に著しい不都合を与える設定は無視されている。

## ビーストシリーズ

### ビーストウォーズネオ 超生命体トランスフォーマー
サイバトロン戦士を指示するセイバートロン星の超コンピュータとして登場。以前のベクターシグマがトランスフォーマーという種族全体のために動いていたのと比べるとサイバトロン寄りとも言える。復活したユニクロン襲来の際には、新たなトランスフォーマーとしてゼロから生まれ変わるように諭すも、聞き入れられずセイバートロンもろともユニクロンに支配され、ベクターシグマ・ユニクロンとなってしまった。しかし、ビッグコンボイ、ライオコンボイ、マグマトロンの尽力でユニクロンから解放された。
本作品の部隊指揮官ビッグコンボイに逐一指示を送り、サイバトロンの任務終了後にはビッグコンボイのマトリクスを通じて、彼の部下たちに教訓となる言葉を与える。G1シリーズと異なり、黄金ではなく、青く輝く球体状の外見になっており、女性的な声と口調になっている。また、「光の塔」と呼ばれるシンボルが作られている。声は平野智恵。

### 超生命体トランスフォーマー ビーストウォーズリターンズ
本作品では超コンピュータとしてオラクル（Oracle）が登場する。声は神奈延年。原語版はエリザベス・キャロル・サヴェンコフ。
これもセイバートロン星の深部にあり、洞窟に張られた輝く鏡面のような外見である。オラクルは（ビースト）コンボイに常に暗示的な「神託」を与えて導いていた。
オラクルにはベクターシグマに外部からアクセスするために製作されたインターフェイスポータルとの裏設定がある。後に、オラクルにアクセスしたタンカーが「ベクターシグマの鍵」を再構築させ手に入れている。この「鍵」は後に（ビースト）メガトロンが星自体をリフォーマットし完全に無機化させるため用いようとした。
なおオラクルは、本作品の続編的性格を持つ公式イベントBOTCONでのストーリー『トランスフォーマー ユニバース』では、プライマスの肉体とも言えるスーパーコンピュータベクターシグマの意思を捻じ曲げるために、ユニクロンの指示でクインテッサ星人が造った外部装置という設定が明かされている。

## それ以降の作品
- 『マイクロン伝説』、『スーパーリンク』、『ギャラクシーフォース』までは完全に未登場。
そのため『スーパーリンク』からはプライマスが、同様の役割を果たすようになる。
- 『カーロボット』および実写映画版『トランスフォーマー』では、舞台が地球に限定されているためやはり登場していない（ただし、前者の作品では名前のみ登場している）。
- 実写映画版では「オールスパーク」という存在が同様の役割を果たしている。また、スピンオフ作品『トランスフォーマーサイバーミッション』では、ベクターシグマとはサイバトロン星のデータベースであることが語られている。
- 『トランスフォーマープライム』では、オプティマスプライムが密かにベクターシグマの鍵を持っており人間のジャックに渡している。